# Nagyszénás
Nagyszénás är en ort i Ungern. Den ligger i provinsen Békés, i den centrala delen av landet, 150 km sydost om huvudstaden Budapest. Antalet invånare är 5 617.